# 아메드 야신
셰이크 아메드 이스마일 하산 야신(아랍어: الشيخ أحمد إسماعيل حسن ياسين‎, 1936년 6월 ~ 2004년 3월 22일)은 팔레스타인의 정치인, 이맘이다. 1987년에 하마스를 설립한 것으로 유명하며 하마스 초대 정치국 의장으로 2004년에 암살될 때까지 하마스의 사실상의 지도자였다. 
팔레스타인 위임통치령 아슈켈론에서 태어났다. 1948년 팔레스타인 전쟁으로 인해 가자로 이주했다. 16세 때 운동 중 사고로 사지마비를 당했다. 이집트의 알아즈하르 대학교를 다녔으나 건강 악화로 가정에서 수학하였으며 아랍어 교사로 생활했다. 팔레스타인 무슬림 형제단에서 활동하면서 1973년 자선 단체인 무자마 알이슬라미야(Mujama al-Islamiya)를 세웠다. 제1차 인티파다 중인 1987년에 압델 아지즈 알란티시와 함께 하마스를 설립하였다.
1989년 이스라엘에 팔레스타인인 협력자를 살해한 혐의로 체포되어 종신형을 선고받았으나 1997년 이스라엘과 요르단 간의 교환으로 석방되었다. 이스라엘에 대한 무장 투쟁과 자살 폭탄 공격을 주장하였으며 간헐적으로 팔레스타인 자치 정부에 의해 가택 연금되었다. 2004년 3월 22일 새벽 기도를 마치고 나오다 이스라엘 AH-64 아파치의 헬파이어 미사일 공격을 받아 사망하였다. 야신의 후임으로 하마스의 지도자가 된 알란티시 또한 2004년 4월 17일에 이스라엘의 공습으로 사망했다.